# 啖呵売
啖呵売（たんかばい）とは、ごくあたりまえの品物を、巧みな話術で客を楽しませ、いい気分にさせて売りさばく商売手法、またはそれを用いる人である。
昔の縁日や露天商、路上販売などで、よく行われていた。地口などを混じえた流れるような独自の口上は一種の芸（芸能・芸道）としても評価されており、「バナナの叩き売り」などは有名な例である。また、実演販売は、商品価値を具体的にPRするマーケティング手法であり、より洗練された現代版啖呵売といえる。
啖呵売がみられる映画としては『男はつらいよ』、啖呵売を題材とした落語演目には『蝦蟇の油』（がまのあぶら）がある。